# Atuador

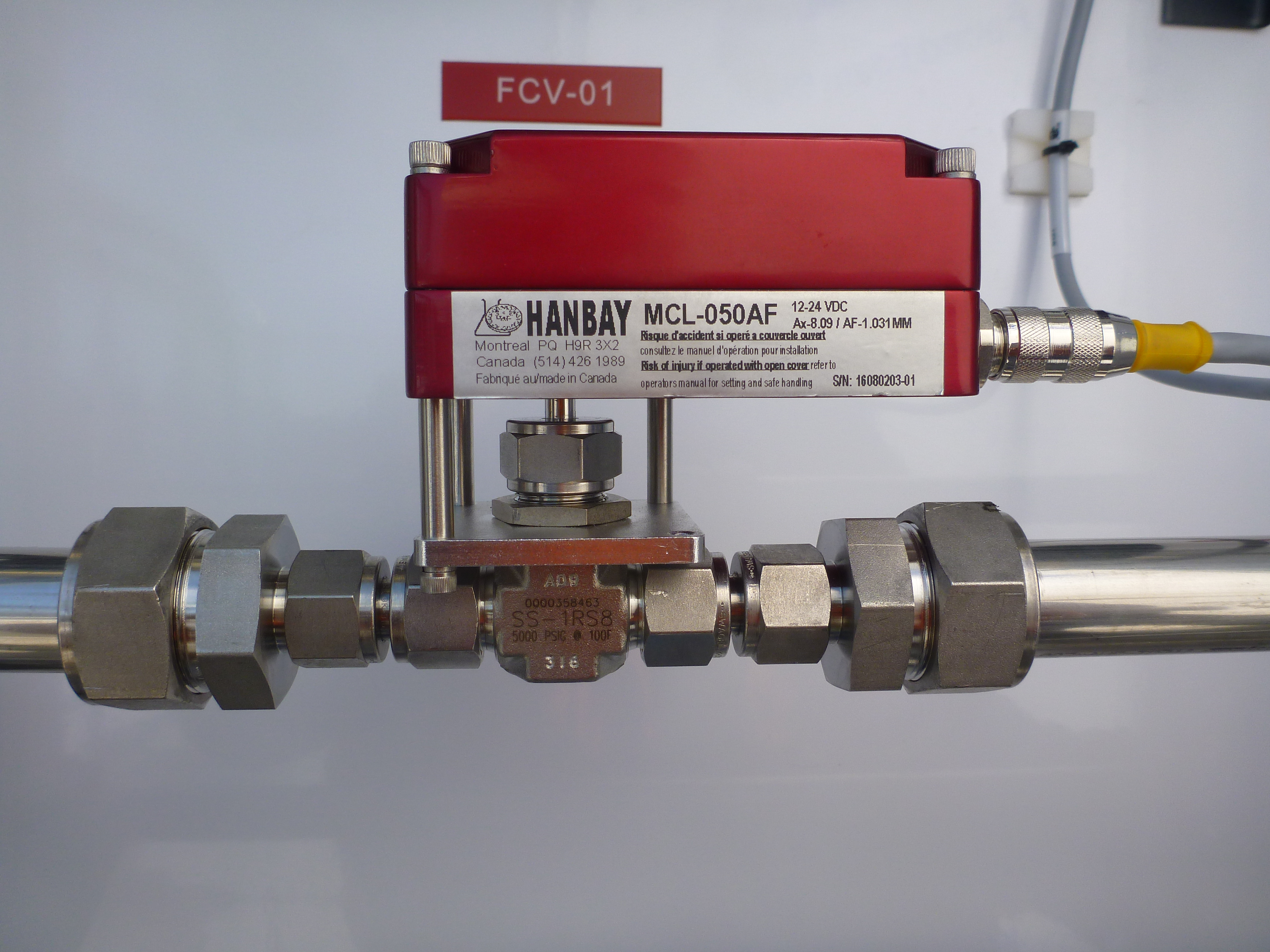

Atuador é um dispositivo que produz movimento, convertendo energia pneumática, hidráulica ou elétrica, em energia mecânica. Como exemplo, pode-se citar atuadores de movimento induzido por cilindros hidráulicos e pneumáticos, motores hidráulicos e motores elétricos. Estes mecanismos transformam, em geral, a energia de entrada (diversas naturezas) em movimentos de saída. Podem ser classificados como: 
- Lineares: quando o movimento realizado é de translação.
- Rotativos: quando o movimento realizado é giratório.

Tal como o nome sugere, um servomecanismo deve obedecer a comandos. Sendo geralmente acoplado a um equipamento de controle, ele informa ao sistema quanto ao andamento da tarefa executada. Uma das formas de fazer isso é por meio de transdutores de posição como potenciômetros e encoders.
Também são atuadores elementos como: válvulas, contatores, pás, cancelas, aquecedores resistivos ou qualquer outro que execute um comando recebido de outro dispositivo, com base em uma entrada, com o objetivo de modificar a dinâmica física de um sistema.
Em Engenharia, atuadores são frequentemente utilizados nos mais diversos tipo de máquinas. Apesar de o ar comprimido ser uma velha forma de energia conhecida pelo homem, somente a partir de 1950, ele foi aplicado industrialmente na automação e na racionalização da força humana para trabalhos cíclicos e metódicos. Atualmente, o ar comprimido tornou-se indispensável nos mais diferentes ramos industriais. Atuadores hidráulicos são utilizados quando se deseja manipular cargas de ordem muito elevada, produzindo grandes forças (até centenas de toneladas) ,como por exemplo em guindastes, ou quando se deseja uma alta precisão de posicionamento, como em máquinas de usinagem de precisão.

## Exemplos e aplicações
Alguns exemplos são listados a seguir:
- Durante o funcionamento de um forno resistivo, as resistências são os atuadores do sistema;
- Em máquinas extrusoras, cilindros hidráulicos fazem a atuação;
- No corpo humano, os músculos realizam os comandos fornecidos pelo cérebro;
- Em uma máquina de lavar roupas, um motor elétrico executa a tarefa de lavagem.